# Santiago Juxtlahuaca
Santiago Juxtlahuaca là một đô thị thuộc bang Oaxaca, México. Năm 2005, dân số của đô thị này là 33401 người.